# Cornelis Albert Johan Jochems
Cornelis Albert Johan Jochems (Den Haag, 13 augustus 1890 – Palma de Mallorca, 14 februari 1962) was een Nederlands politicus. 
Hij werd geboren als zoon van George Jochems (1856-1912, journalist) en Elisabeth Jacoba Johanna de Lange (1857-1942). Eind 1911 slaagde hij in Leiden voor het eindexamen voor de 'Nederlandsch-Indische administratieve dienst'. Daarna vertrok hij naar het toenmalige Nederlands-Indië waar hij werkte voor het Binnenland Bestuur en daarnaast was hij in Semarang lid van de gemeenteraad. Jochems keerde in 1936 terug naar Nederland en vier jaar later was hij afgestudeerd in de rechten waarna hij zich als advocaat vestigde in Amsterdam. Hij werd in 1946 benoemd tot burgemeester van Schoorl en ging in 1955 met pensioen. Jochems overleed in 1962 in Spanje op 71-jarige leeftijd. 